# Остаться в живых (сезон 2)
Второй сезон сериала «Остаться в живых» начался в США и Канаде 21 сентября 2005 и закончился 24 мая 2006 года. Он продолжает следить за более чем 40 выжившими с рейса 815 Oceanic Airlines, который рухнул на необитаемом острове где-то в Тихом океане за 44 дня до начала событий, описываемых в первом эпизоде сезона. Продюсеры заявили, что если первый сезон был представлением героев, то второй — о научно-исследовательской станции DHARMA Initiative, которую выжившие называют «бункер».
Второй сезон транслировался по средам в 21:00 в США. В дополнение к 24 эпизодам было показано три клип-шоу, описывающих свершившиеся события сериала. Destination Lost вышел перед премьерой, Lost: Revelation — перед десятой серией и Lost: Reckoning — перед двадцатой. 5 сентября 2006 года вышло DVD-издание сезона на 7 дисках.

## Команда
Сезон был снят компанией Touchstone Television (ныне ABC Studios), Bad Robot Productions и Grass Skirt Production и был показан в США на канале ABC. Исполнительными продюсерами были: создатель сериала Дж. Дж. Абрамс, сосоздатели Деймон Линделоф, Брайан Берк, Джек Бендер и Карлтон Кьюз. Сценаристами были: Линделоф, Кьюз, соисполнительный продюсер Стивен Маеда, наблюдающий продюсер Хавьер Грильо-Марксуа, наблюдающие продюсеры Эдвард Китсис и Адам Хоровиц, наблюдающие продюсеры Леонард Дик, Джеф Лоуб и Крэйг Райт, продюсеры Элизабет Сарнофф и Кристина М. Ким. Постоянными режиссёрами были: Бендер, продюсер Стивен Уильямс, операторы Пол Эдвардс и Эрик Ланёвилль.

## Актёрский состав
Во втором сезоне 15 главных персонажей, двенадцать из которых знакомы зрителю по первому сезону. Мэттью Фокс играет Джека Шепарда, лидера выживших. Терри О’Куинн предстаёт в образе «человека веры» Джона Локка. В роли главного комика сериала — Хьюго «Хёрли» Рейеса — выступил Хорхе Гарсиа. Джош Холлоуэй исполняет роль мошенника Джеймса «Сойера» Форда, в то время как Эванджелин Лилли играет беглую преступницу Кейт Остин. Мишель Родригес выступила в роли Аны-Люсии Кортес, одну из выживших из хвостовой части самолёта. Дэниел Дэ Ким играет не говорящего по-английски корейца Джина Квона. Навин Эндрюс выступает как бывший солдат иракской республиканской гвардии Саид Джарра. Доминик Монаган предстаёт как завязывающий с наркотиками бывший героинщик Чарли Пэйс. Синтия Уотрос в роли выжившей из хвостовой части Либби. Адевале Акиннуойе-Агбадже играет бывшего наркобарона, ставшего священником — Мистера Эко. Ким Юнджин появляется в роли англоговорящей жены Джина — Сун Квон. Эмили де Рэвин возникает как новоиспечённая мать Клэр Литтлтон. Гарольд Перрино играет роль Майкла Доусона, чьего сына похитили Другие. Мэгги Грейс в роли Шеннон Рутерфорд, переживающей недавнюю смерть её брата Буна.
Малкольм Дэвид Келли, игравший Уолта Ллойда, получал «звёздную ставку» только за те эпизоды, в которых снимался. Иэн Сомерхолдер вернулся как специально приглашённая звезда в роли Буна Карлайла.
К второстепенным героям относятся: Л. Скотт Колдуэлл как Роуз Нэдлер, Мира Фурлан как Даниэль Руссо, Фредрик Лене как Эдвард Марс, Уильям Мэйпотер как Итан Ром, Джон Терри как Кристиан Шепард, Майкл Эмерсон как Генри Гейл, Сэм Андерсон как Бернард Нэдлер, Кимберли Джозеф как Синди Чендлер, Генри Иан Кьюсик как Десмонд Хьюм, М. С. Гейни как Том Фрэндли, Таня Реймонд как Александра Руссо, Франсуа Шо как Пьер Чанг, Клэнси Браун как Келвин Инмен, Кэти Сэгал как Хелен Норвуд, Бретт Каллен как Гудвин Стэнхоуп, Рэйчел Тикотин как Тереза Кортес, Джули Боуэн как Сара Шепард, Брюс Дэвисон как Дуглас Брукс, Алан Дэйл как Чарльз Уидмор, и Соня Уолгер в роли Пенелопы Уидмор.

## Список серий
| № общий | № в сезоне | Название                                                      | Режиссёр       | Автор сценария                        | Центр. персонаж                        | Дата премьеры    | Зрители в США (млн) |
| --- | ---------- | ------------------------------------------------------------- | -------------- | ------------------------------------- | -------------------------------------- | ---------------- | ------------------- |
| 26 | 1          | «Man of Science, Man of Faith» «Человек науки, человек веры»  | Джек Бендер    | Деймон Линделоф                       | Джек                                   | 21 сентября 2005 | 23.47               |
| После того, как Джек, Кейт и Локк проникли в бункер, оказалось, что там живёт человек, который на протяжении нескольких лет вводил в компьютер станции цифровой код. Джек вспоминал свою первую встречу с Сарой.                                                         |            |                                                               |                |                                       |                                        |                  |                     |
| 27 | 2          | «Adrift» «По течению»                                         | Стивен Уильямс | Стивен Маеда, Леонард Дик             | Майкл                                  | 28 сентября 2005 | 23.17               |
| Майкл и раненый Сойер плыли на обломках плота в полном опасностей океане. Майкл вспоминал свой разрыв со Сьюзен и то, как передал ей родительские права на Уолта. |            |                                                               |                |                                       |                                        |                  |                     |
| 28 | 3          | «Orientation» «Ориентация»                                    | Джек Бендер    | Хавьер Грильо-Марксуа, Крэйг Райт     | Локк                                   | 5 октября 2005   | 22.38               |
| Джек и Локк узнали назначение бункера. Майкл, Сойер и Джин попали в плен к островитянам, которых они ошибочно сочли Другими. Локк вспоминал свои отношения с Хелен. |            |                                                               |                |                                       |                                        |                  |                     |
| 29 | 4          | «Everybody Hates Hugo» «Все ненавидят Хьюго»                  | Алан Тейлор    | Эдвард Китсис, Адам Хоровиц           | Хёрли                                  | 12 октября 2005  | 21.66               |
| Майкл, Сойер и Джин поняли, что пленившие их люди — это выжившие из хвостовой части самолёта. Хёрли вспоминал, как выиграл в лотерею. |            |                                                               |                |                                       |                                        |                  |                     |
| 30 | 5          | «...And Found» «Поиски»                                       | Стивен Уильямс | Деймон Линделоф, Карлтон Кьюз         | Сун и Джин                             | 19 октября 2005  | 21.38               |
| Джин и мистер Эко отправились на поиски Майкла, который ушёл в лес за сыном. Сун, переживая за мужа, потеряла, но затем нашла обручальное кольцо. Сун и Джин вспоминали свою первую встречу.                                                                             |            |                                                               |                |                                       |                                        |                  |                     |
| 31 | 6          | «Abandoned» «Через джунгли»                                   | Адам Дэвидсон  | Элизабет Сарнофф                      | Шеннон                                 | 9 ноября 2005    | 20.01               |
| Шеннон, у которой начался роман с Саидом, ушла искать Уолта в джунглях, где её случайно застрелила Ана-Люсия. Также она вспоминала о смерти отца и разладе с мачехой. |            |                                                               |                |                                       |                                        |                  |                     |
| 32 | 7          | «The Other 48 Days» «Другие 48 дней»                          | Эрик Ланёвилль | Деймон Линделоф, Карлтон Кьюз         | Ана-Люсия, Бернард, Либби и Мистер Эко | 16 ноября 2005   | 21.87               |
| В серии показаны события, случившиеся за 48 дней с момента катастрофы с выжившими пассажирами из хвостовой части самолёта. |            |                                                               |                |                                       |                                        |                  |                     |
| 33 | 8          | «Collision» «Страшные ошибки»                                 | Стивен Уильямс | Хавьер Грильо-Марксуа, Леонард Дик    | Ана-Люсия                              | 23 ноября 2005   | 19.29               |
| Ана-Люсия связала Саида, опасаясь, что в порыве ненависти он убьёт её, чтобы отомстить за гибель Шеннон. Также она вспоминала времена, когда служила в полиции. |            |                                                               |                |                                       |                                        |                  |                     |
| 34 | 9          | «What Kate Did» «Что сделала Кейт»                            | Пол Эдвардс    | Стивен Маеда, Крэйг Райт              | Кейт                                   | 30 ноября 2005   | 21.54               |
| Пока Кейт ухаживала за раненым Сойером, ей показалось, что она сходит с ума. Локку и мистеру Эко открылась очередная тайна бункера. Майкл увидел на экране компьютера загадочное послание. Кейт вспоминала совершённое ею преступление.                                  |            |                                                               |                |                                       |                                        |                  |                     |
| 35 | 10         | «The 23rd Psalm» «23-й псалом»                                | Мэтт Эрл Бисли | Деймон Линделоф, Карлтон Кьюз         | Мистер Эко                             | 11 января 2006   | 20.56               |
| Мистер Эко потребовал, чтобы Чарли отвёл его к самолёту наркоторговцев. Клэр, узнав о наркозависимости Чарли, перестала ему доверять. Эко вспоминал времена, когда был наркоторговцем в Нигерии.                                                                         |            |                                                               |                |                                       |                                        |                  |                     |
| 36 | 11         | «The Hunting Party» «Охота»                                   | Стивен Уильямс | Элизабет Сарнофф, Кристина М. Ким     | Джек                                   | 18 января 2006   | 19.13               |
| Майкл ушёл из лагеря на поиски Уолта. Джек, Локк и Сойер догнали его и столкнулись в джунглях с Другими. Джек вспоминал пациента, которого не смог вылечить. |            |                                                               |                |                                       |                                        |                  |                     |
| 37 | 12         | «Fire + Water» «Огонь и вода»                                 | Джек Бендер    | Эдвард Китсис, Адам Хоровиц           | Чарли                                  | 25 января 2006   | 19.05               |
| Чарли явилось видение, которое поселило в нём уверенность, что Аарона необходимо окрестить, чтобы оградить малыша от опасности. Также он вспоминал времена, когда его группа была на пике популярности, а брат страдал от наркозависимости.                              |            |                                                               |                |                                       |                                        |                  |                     |
| 38 | 13         | «The Long Con» «Афера»                                        | Роксанн Доусон | Стивен Маеда, Леонард Дик             | Сойер                                  | 8 февраля 2006   | 18.74               |
| После нападения на Сун между выжившими начались споры за право носить оружие. Сойер вспоминал крупную аферу, которую он провернул с любившей его женщиной. |            |                                                               |                |                                       |                                        |                  |                     |
| 39 | 14         | «One of Them» «Один из них»                                   | Стивен Уильямс | Деймон Линделоф, Карлтон Кьюз         | Саид                                   | 15 февраля 2006  | 18.20               |
| Руссо повела Саида в лес, где в ловушку попал человек, по её мнению — один из Других. По предложению Локка, Саид попытался выбить из пленника информацию, о том, кто он на самом деле. Саид вспоминал события, случившиеся с ним во время войны в Персидском заливе.     |            |                                                               |                |                                       |                                        |                  |                     |
| 40 | 15         | «Maternity Leave» «Декретный отпуск»                          | Джек Бендер    | Доун Ламбертсен Келли, Мэтт Раггьянти | Клэр                                   | 1 марта 2006     | 16.43               |
| Когда Аарон заболел, Клэр, чтобы принести вакцину, вместе с Кейт и Руссо ушла в лес на поиски бункера, где Другие держали её в плену. Джек и Локк не сошлись во мнениях, как поступить с Генри Гейлом. Клэр вспоминала события, которые произошли с ней после похищения. |            |                                                               |                |                                       |                                        |                  |                     |
| 41 | 16         | «The Whole Truth» «Правда, и только правда»                   | Карен Гавиола  | Элизабет Сарнофф, Кристина М. Ким     | Сун                                    | 22 марта 2006    | 15.30               |
| Сун заподозрила, что беременна. Локк предложил Ане-Люсии допросить Генри Гейла. Саид и Чарли ушли в джунгли искать воздушный шар. Сун вспоминала, как вместе с Джином посещала доктора, чтобы узнать, кто из них бесплоден.                                              |            |                                                               |                |                                       |                                        |                  |                     |
| 42 | 17         | «Lockdown» «Взаперти»                                         | Стивен Уильямс | Деймон Линделоф, Карлтон Кьюз         | Локк                                   | 29 марта 2006    | 16.21               |
| После того, как Локк не успел ввести код, включилась аварийная тревога, и на стене появилась карта расположенных на острове бункеров. Ана-Люсия, Саид и Чарли нашли воздушный шар Генри Гейла. Локк вспоминал, как отец во второй раз обратился к нему за помощью.       |            |                                                               |                |                                       |                                        |                  |                     |
| 43 | 18         | «Dave» «Дэйв»                                                 | Джек Бендер    | Эдвард Китсис, Адам Хоровиц           | Хёрли                                  | 5 апреля 2006    | 16.38               |
| Между Либби и Хёрли завязалась дружба. Генри Гейл рассказал Локку нечто, что заставило его усомниться в важности бункера. Хёрли вспоминал своё пребывание в психиатрической лечебнице и своего вымышленного друга.                                                       |            |                                                               |                |                                       |                                        |                  |                     |
| 44 | 19         | «S.O.S.» «Спасите наши души»                                  | Эрик Ланёвилль | Стивен Маеда, Леонард Дик             | Роуз и Бернард                         | 12 апреля 2006   | 15.68               |
| Бернард решил выложить камнями слово S.O.S. на берегу. Между Джеком и Кейт вновь пробежала романтическая искра. Вера Локка в силу острова продолжала угасать. Роуз и Бернард вспоминали их первую встречу и медовый месяц в Австралии.                                   |            |                                                               |                |                                       |                                        |                  |                     |
| 45 | 20         | «Two for the Road» «Обмен»                                    | Пол Эдвардс    | Элизабет Сарнофф, Кристина М. Ким     | Ана-Люсия                              | 3 мая 2006       | 15.56               |
| Джек и Кейт привели в лагерь Майкла и услышали от него новые сведения о Других. Тем временем Ана-Люсия допрашивала пленника, а Хёрли назначил Либби свидание. Ана-Люсия вспоминала своё путешествие в Австралию.                                                         |            |                                                               |                |                                       |                                        |                  |                     |
| 46 | 21         | «?» «?»                                                       | Деран Сарафян  | Деймон Линделоф, Карлтон Кьюз         | Мистер Эко                             | 10 мая 2006      | 16.35               |
| Мистер Эко и Локк обнаружили под обломками самолёта наркоторговцев ещё один бункер. Спасшимся открылась трагедия, случившаяся в первом бункере. Мистер Эко вспоминал чудо, свидетелем которого стал в прошлом.                                                           |            |                                                               |                |                                       |                                        |                  |                     |
| 47 | 22         | «Three Minutes» «Три минуты»                                  | Стивен Уильямс | Эдвард Китсис, Адам Хоровиц           | Майкл                                  | 17 мая 2006      | 14.67               |
| Майкл настоял, чтобы вместе с ним на поиски Уолта выдвинулось лишь несколько отобранных им спасшихся. Саид заподозрил Майкла в предательстве. Майкл вспоминал дни, проведённые в плену у Других.                                                                         |            |                                                               |                |                                       |                                        |                  |                     |
| 4849 | 2324       | «Live Together, Die Alone» «Живём вместе, умираем поодиночке» | Джек Бендер    | Деймон Линделоф, Карлтон Кьюз         | Десмонд                                | 24 мая 2006      | 17.84               |
| Саид предложил Джеку план, согласно которому он должен был первым добраться до стоянки Других. Между мистером Эко и Локком разгорелся конфликт относительно назначения бункера. Десмонд вспоминал своё прошлое, и в том числе безуспешную попытку выбраться с острова.   |            |                                                               |                |                                       |                                        |                  |                     |